# Idők szava
Idők szava je hudební album skupiny Kárpátia. Vydáno bylo v roce 2008.

## Seznam skladeb
1. Hallom az idők szavát (3:27)
2. Akkor megyek (3:27)
3. Ébredj Magyar! (3:36)
4. Mézeskalács (3:36)
5. Magyar baka (3:19)
6. Ha látok csillagot (4:20)
7. Szárba szökött a Bánáti búza (2:44)
8. Rongyos gárda (3:46)
9. Ha majd a nyarunknak vége (3:52)
10. Kraszna horka (2:30)
11. Nyakas a paraszt gazda (3:14)
12. Csángó himnusz (3:42)